# Under the Red Robe (pel·lícula de 1937)
Under the Red Robe és una pel·lícula britànica/estatunidenca del 1937 dirigida per Victor Sjöström. Filmada anteriorment com a versió muda el 1923 dirigida per Alan Crosland. Abans de les pel·lícules, s'havia produït una obra de teatre a Broadway el 1896-97 protagonitzada per Viola Allen i William Faversham.

## Argument
TLa pel·lícula està basada en la novel·la homònima del 1894 de Stanley J. Weyman i està ambientada durant les guerres religioses de la França de principis del segle XVII; els esdeveniments de la mateixa novel·la fan que es pugui datar a la tardor de 1630.
El famós jugador i temut espadatxí Gil de Berault torna a París després de dur a terme una missió per la 'Túnica vermella' o Cardenal Richelieu i el troba preocupat per l'oposició creixent dels protestants francesos o hugonots al sud. També adverteix que el duel de Berault ha estat il·legal i, d'ara endavant, castigat amb la mort, però Gil desobeeix ràpidament la llei i com a resultat és condemnat a ser executat. El cardenal ofereix a de Berault un perdó si és capaç de capturar el protestant duc de Foix que està organitzant plans per a un aixecament. Gil accepta, viatja a casa del duc i se li permet quedar-se com a hoste, però la dona del duc i la seva germana Lady Marguerite sospiten immediatament que és un espia. No obstant això, avança bé, però després s'enamora de Marguerite, obligant-lo a triar entre la consciència i l'interès propi.

## Repartiment
- Conrad Veidt - Gil de Berault
- Annabella - Lady Marguerite de Foix
- Raymond Massey as Cardinal Richelieu[2]
- Romney Brent - Marius
- Sophie Stewart - Elise, Duquesa de Foix
- Wyndham Goldie - Edmond, Duc de Foix
- Lawrence Grant - Pare Joseph
- Baliol Holloway - Clon
- Shale Gardner - Louis
- Frank Damer - Pierre
- James Regan - Jean
- Edie Martin - Maria
- Haddon Mason - Comte Rossignac
- J. Fisher White - Baró Breteuil
- Graham Soutten - Leval
- Anthony Eustrel - Tinent Brissac
- Desmond Roberts - Capt. Rivarolle
- Ralph Truman - Capità al castell
- Eric Hales - Tinent al castell